# Escrime aux Jeux olympiques d'été de 1988
Navigation
Los Angeles 1984 Barcelone 1992
Cette page présente les résultats des compétitions d'escrime aux Jeux olympiques d'été de 1988.
8 épreuves ont eu lieu.
- six chez les hommes (trois individuelles et trois par équipes)
- deux chez les femmes (fleuret individuel et par équipes)

## Résultats

### Podiums masculins
| Épreuves                                | Or                                                                                                   | Argent                                                                                               | Bronze                                                                                               |
| --------------------------------------- | --- | --- | --- |
| Épée individuelle résultats détaillés   | Arnd Schmitt (RFA)                                                                                   | Philippe Riboud (FRA)                                                                                | Andrei Chouvalov (URS)                                                                               |
| Épée par équipes résultats détaillés    | France Frédéric Delpla Jean-Michel Henry Olivier Lenglet Philippe Riboud Éric Srecki                 | Allemagne de l'Ouest Elmar Borrmann Volker Fischer Thomas Gerull Alexander Pusch Arnd Schmitt        | Union soviétique Andrei Chouvalov Pavel Kolobkov Vladimir Reznichenko Mikhail Tishko Igor Tikhomirov |
| Fleuret individuel résultats détaillés  | Stefano Cerioni (ITA)                                                                                | Udo Wagner (RDA)                                                                                     | Aleksandr Romankov (URS)                                                                             |
| Fleuret par équipes résultats détaillés | Union soviétique Vladimer Aptsiauri Anvar Ibraguimov Boris Koretsky Ilgar Mamedov Aleksandr Romankov | Allemagne de l'Ouest Matthias Behr Thomas Endres Matthias Gey Ulrich Schreck Thorsten Weidner        | Hongrie István Busa Zsolt Érsek Róbert Gátai Pal Szekeres István Szelei                              |
| Sabre individuel résultats détaillés    | Jean-François Lamour (FRA)                                                                           | Janusz Olech (POL)                                                                                   | Giovanni Scalzo (ITA)                                                                                |
| Sabre par équipes résultats détaillés   | Hongrie Imre Bujdosó Laszlo Csongradi Imre Gedővári György Nébald Bence Szabo                        | Union soviétique Andrey Alshan Mikhaïl Bourtsev Sergey Koryashkin Sergey Mindirgasov Heorhiy Pohosov | Italie Massimo Cavaliere Gianfranco Dalla Barba Marco Marin Ferdinando Meglio Giovanni Scalzo        |

### Podiums féminins
| Épreuves                                | Or                                                                                                   | Argent                                                                                                  | Bronze                                                                                       |
| --------------------------------------- | --- | --- | -------------------------------------------------------------------------------------------- |
| Fleuret individuel résultats détaillés  | Anja Fichtel-Mauritz (RFA)                                                                           | Sabine Bau (RFA)                                                                                        | Zita Funkenhauser (RFA)                                                                      |
| Fleuret par équipes résultats détaillés | Allemagne de l'Ouest Sabine Bau Anja Fichtel-Mauritz Zita Funkenhauser Annette Klug Christiane Weber | Italie Francesca Bortolozzi Borella Annapia Gandolfi Lucia Traversa Dorina Vaccaroni Margherita Zalaffi | Hongrie Zsuzsanna Jánosi-Németh Edit Kovacs Gertrúd Stefanek Zsuzsanna Szőcs Katalin Tuschak |

## Tableau des médailles
| Rang | Pays                 | Médaille d'or, Jeux olympiques | Médaille d'argent, Jeux olympiques | Médaille de bronze, Jeux olympiques | Total |
| 1    | Allemagne de l'Ouest | 3                              | 3                                  | 1                                   | 7     |
| 2    | France               | 2                              | 1                                  | 0                                   | 3     |
| 3    | Union soviétique     | 1                              | 1                                  | 3                                   | 5     |
| 4    | Italie               | 1                              | 1                                  | 2                                   | 4     |
| 5    | Hongrie              | 1                              | 0                                  | 2                                   | 3     |
| 6    | Allemagne de l'Est   | 0                              | 1                                  | 0                                   | 1     |
| -    | Pologne              | 0                              | 1                                  | 0                                   | 1     |